# FBO (航空)
FBO (英語: fixed base operator の頭文字) または運航支援事業者とは、空港内または空港隣接地を拠点として、ゼネラル・アビエーションの航空機とその運航業者などに対して関連サービスを提供する事業者をいう。FBOの運営母体は民間企業や州、または市などの地方自治体とさまざまである。主として米国および北米諸国で使用されていた用語であったが、全世界の航空産業に普及しつつある。空港とFBO自体の規模によって提供されるサービスには幅があるが、通常は航空機に対する給油（これをラインサービスともいい、給油する燃料の種類はレシプロエンジン用のガソリンとジェットエンジン用の燃料（Jet AやJet A-1）がある）、タイダウン（固定）とパーキング（駐機）作業、洗面所や電話といった基本的な設備を備えた施設の提供が含まれる。このほか、飛行訓練の実施や航空機の販売またはレンタル、航空機の保守、格納庫の提供、チャーター便や空のタクシー便の運航、地上における乗客や手荷物および貨物の運搬などをサービスとして提供することもある。さらに、機内ケータリングやレンタカー、パイロットと乗務員用の休憩所、乗務員と乗客向けのホテル予約などのコンシェルジュサービスなど、さまざまな補助サービスを提供する場合もある。

## FBOの成り立ちと語源
第一次世界大戦終戦後の1918年11月、米国には民間航空に対する規制がほとんどない状態であった。パイロットは地方巡業型の放浪パイロットがほとんどで、安価な軍の余剰機を利用し、町から町へと運航していた。当時は空港が不足していたため、町の郊外にある農場を発着場として使うことが多かった。
巡業パイロットたちは人々を飛行機に試乗させたり、曲技飛行を見せたりしたほか、パイロット同士で航空サーカスを編成しては市民向けの即席航空ショーを頻繁に開催し、そのときどきの景気に合わせて適宜料金を徴収したりしていた。
このような巡業を行っていたため、初期の航空インストラクターや整備士は航空機といっしょに動き回っており、その結果特定の地域に根ざしたビジネスは確立されていなかった。
1926年に航空商業法 (Air Commerce Act) が可決されると、パイロットにはライセンス要件が課され、航空機の整備条件や標準訓練規定が定められて、民間航空の放浪的な性質は失われていった。
放浪生活で生計を立てていたパイロットや整備士たちは、米国全域に増え始めた空港で常設のビジネスを開始し、1926年の航空商業法以前の放浪的な商売と区別するために新ビジネスを Fixed-Base Operations (FBO: 固定事業) と呼んだのである。

## 概要

### 定義および提供サービス
長い年月の経過とともに、FBOという用語が指す内容も変化してきたが、FBOに対する厳格な定義は今も存在しない。一般には、空港の敷地内またはその周辺を拠点とし、ゼネラル・アビエーション関連のさまざまなサービスを提供する事業者を指し、提供されるサービスの範囲はFBOの規模によって大きく異なるものの、通常は次のいずれか、または複数を含んでいる。
- 航空機に対する給油と燃料の販売
- 駐機スペースや格納庫の提供
- 機体やエンジン、アビオニクスの保守、点検、修理
- 航空機の販売およびレンタル
- 保守部品やアビオニクスの販売
- その他関連商品の販売
- 飛行訓練の実施
- 航空機の運航に関連する事務、管理
- チャーター便の運航
- 公共施設の提供（乗務員や乗客用の休憩所、電話ほか）
- 航空機を利用した特殊サービス

### 設備およびその他のサービス
使い古しのソファーとフライトプランニング用のテーブルしか備えていないFBOもある一方、大部分は明るく、優雅な近代設備を備えている。ほとんどのFBOがコンピューターによる天候表示またはインターネット接続を提供しており、パイロットがオンラインでブリーフィングできるようになっている。また、ほぼすべてのFBOに24時間利用可能な電話が備えられているので、パイロットは電話を通じてフライトプランをクローズし、次のフライトのブリーフィングを受けることができる。乗客用のラウンジとは別に、乗務員用に静かな休憩室を用意しているFBOも多い。乗務員はそこで横になって一休みしながら天候の回復や乗客を待ったりできるようになっている。通常、FBOには売店があり、航空図やマニュアル、それにヘッドセットや乗り物酔い対策としてエチケット袋などの備品を販売しているが、売店がカウンターだけのこともある。また、24時間利用可能なバスルームなどの施設が利用できる場合もある。
町中で食事をとるための移動手段として乗務員に車を貸し出すFBOもあれば、貸し出し車がないかわりに、町のホテルやレストランと空港の間で送迎サービスを提供しているところもある。近隣にレストランやその他利用できるフードサービスがない場合は、自動販売機が置いてあったり、在庫などの維持管理が利用者の自主管理に任された冷蔵庫が備えられたりしている。
保守点検などの作業にも利用できる格納庫を提供するFBOもあれば、駐機スペースが屋外のみの場合もある。一般により設備が整っているFBOでは機体のサイズごとに着陸料または停泊料金を必要とするが、燃料を購入すればこれらの料金が無料になることもある。

## 米国
アビエーション・リソース・グループ・インターナショナル (ARGI: Aviation Resource Group International) の調査によると、2009年4月現在、FBOとして最小限の条件を満たしている米国のFBO数は3,138である。
2006年の調査では3,346であった。

## カナダ
中規模以上の空港では、主要な航空燃料サプライヤーの関連企業がFBOを運営しているのが普通で、燃料サプライヤーの社名やロゴなどを大きく表示している。
小規模の空港では、空港を運営している事業者がFBOも運営しているか、飛行クラブが運営している場合が多い。

## 日本
日本ではビジネスジェットの普及が諸外国と比べてはるかに遅れているのが現状である。ビジネスジェットの利用が経済の発展に寄与するとの期待がある中、日本各地の空港にはFBOサービスを提供する事業者がほとんどいないため、ビジネスジェットの普及を促進する重要な条件としてFBO育成の必要性が訴えられている。

## 参照
1. ↑  Air transportation:a management perspective, J. G. Wensveen, 2007, p.67
2. ↑  空港外からサービスを提供する業者をFBOに含めるか否かの議論も存在する。Brady, Tim (2000). The American aviation experience: a history. Carbondale: Southern Illinois University Press. p. 252. ISBN 0-8093-2371-0
3. ↑  Wells, Alexander T.; John G. Wensveen (2007). Air transportation: a management perspective. Aldershot, Hants, England: Ashgate. pp. 129-135. ISBN 0-7546-7171-2
4. ↑  General Aviation in the United States: A Fact Book on General Aviation and Aviation Service Businesses（英語） National Air Transportation Association, 2009, p.10
5. ↑  “報道発表資料：「ビジネスジェットの利用促進調査」の概要について - 国土交通省”. 2010年7月23日閲覧。
6. ↑  “新たな航空需要に対応した新潟空港の利活用に関する検討”. 2010年7月23日閲覧。